# ولاية بريسيدي
ولاية بريسيدي كانت منطقة تحت الحماية الإسبانية في عهد فيليب الثاني ملك إسبانيا و هي تقع في توسكانا حاليا